# Ammotrophinae
De Ammotrophinae zijn een onderfamilie van de Clypeasteridae, een familie van zee-egels (Echinoidea).

## Geslachten
- Ammotrophus H.L. Clark, 1928
- Monostychia Laube, 1869 †